# Amanda Overland
Amanda Overland (ur. 30 sierpnia 1981 w Kitchener) – kanadyjska łyżwiarka szybka specjalizująca się w short tracku, srebrna medalistka igrzysk olimpijskich, multimedalistka mistrzostw świata.
W 2006 roku wystąpiła na igrzyskach olimpijskich w Turynie. Wzięła udział w trzech konkurencjach – zdobyła srebrny medal olimpijski w biegu sztafetowym (wraz z nią w kanadyjskiej sztafecie pobiegły Alanna Kraus, Anouk Leblanc-Boucher, Kalyna Roberge i Tania Vicent), ponadto zajęła piąte miejsce w biegach na 1000 i 1500 m.
W latach 2003–2008 zdobyła pięć medali mistrzostw świata (jeden złoty, trzy srebrne i jeden brązowy), a w latach 2004–2008 pięć medali drużynowych mistrzostw świata (jeden srebrny i cztery brązowe).